# Pax (geslacht)
Pax is een geslacht van spinnen uit de familie mierenjagers (Zodariidae).

## Soorten
Het geslacht kent de volgende soorten:
- Pax engediensis Levy, 1990
- Pax islamita (Simon, 1873)
- Pax libani (Simon, 1873)
- Pax meadi (O. P.-Cambridge, 1872)
- Pax palmonii Levy, 1990